# فیبی رایان
فیبی هالیدی رایان (متولد ۲۱ سپتامبر ۱۹۹۰) خواننده و ترانه‌سرای آمریکایی است. . او در سال ۲۰۱۵ با کلمبیا رکوردز قرارداد امضا کرد
او به عنوان ترانه‌سرا برای هنرمندانی مانند بریتنی اسپیرز، اوه هانی، زارا لارسون، ملانی مارتینز، و بی میلر نوشته‌است و در آهنگ‌های گروه ضربه‌ها، تریتونال، اسکیزی مارس، و د چینسموکرز و … همکاری داشته‌است.